# Luigi Vitali
Luigi Vitali (Taranto, 2 gennaio 1955) è un politico italiano.

## Biografia
Nato il 2 gennaio 1955 a Taranto, figlio di un appuntato dei Carabinieri originario di Casarano, in provincia di Lecce, si è laureato in giurisprudenza presso l'Università degli Studi di Bari nel 1978 e in seguito ha intrapreso la professione forense. Iscritto all'albo degli avvocati cassazionisti, risiede a Francavilla Fontana, in provincia di Brindisi.

### Attività politica
Vitali ha iniziato la propria attività politica con il Movimento Sociale Italiano, per il quale è stato consigliere comunale di Francavilla Fontana dal 1980 al 1988. Nel 1995 ha aderito a Forza Italia ed è tornato in consiglio comunale, ricoprendo la carica ininterrottamente anche negli anni successivi.
Con le elezioni politiche del 1996 è stato eletto per la prima volta deputato e nello stesso anno è entrato a far parte del consiglio direttivo di Forza Italia alla Camera. Rieletto nel 2001, nel 2002 ha presentato gli emendamenti che hanno depenalizzato in misura sostanziale il reato di falso in bilancio e quattro proposte di legge per introdurre il condono fiscale "tombale", il condono edilizio, il condono previdenziale e quello per le sanzioni amministrative del codice della strada. Il 30 dicembre 2004 è stato nominato sottosegretario alla Giustizia nel Governo Berlusconi II, mantenendo l'incarico anche con il Governo Berlusconi III sino al 17 maggio 2006.
Rieletto alla Camera nelle elezioni del 2006, nel corso della XV legislatura è stato vice presidente della commissione giustizia della Camera dei deputati e componente della Commissione parlamentare Antimafia, oltre che membro del direttivo del gruppo parlamentare di Forza Italia.
Alle elezioni politiche del 2008 è stato rieletto alla Camera e negli anni successivi ha ricoperto gli incarichi di presidente della delegazione parlamentare presso l'Assemblea Parlamentare del Consiglio d'Europa e componente della commissione giustizia, del comitato per la legislazione e della commissione giurisdizionale per il personale.
Non ricandidato nel 2013, nel 2014 è stato proposto come componente laico del Consiglio superiore della magistratura in quota Forza Italia: la sua candidatura non ha tuttavia trovato il necessario appoggio delle altre forze parlamentari, che gli contestavano di essere stato fautore e relatore di molte leggi ad personam nonché imputato per falso ideologico nell'ambito dell'inchiesta sulla P4 e per abuso d'ufficio per lo scandalo sulle farmacie abusive di Brindisi. Dopo diverse votazioni nelle quali è rimasto molto lontano dal quorum dei 3/5 richiesto per l'elezione, la sua candidatura è stata ritirata.
Il 17 febbraio 2015 è stato nominato da Silvio Berlusconi commissario regionale di Forza Italia in Puglia, con l'intento di sottrarre la dirigenza regionale del partito dall'egemonia della minoranza interna vicina a Raffaele Fitto.

### Elezione a senatore
Alle elezioni politiche del 2018 viene candidato al Senato della Repubblica nel collegio uninominale Puglia - 05 (Lecce), sostenuto dalla coalizione di centro-destra: perderà per 20.000 voti contro il candidato del Movimento 5 Stelle, ma sarà rieletto nella quota proporzionale. Diventa vicepresidente della 1ª Commissione Affari Costituzionali. A ottobre viene sostituito da Mauro D'Attis come commissario regionale di FI.
Vicino alle posizioni del presidente della regione Liguria Giovanni Toti, il 18 settembre 2019 dichiara di aderire al suo nuovo partito Cambiamo! ma successivamente decide di rimanere in Forza Italia. Avvicinatosi alla Lega, in occasioni delle elezioni regionali in Puglia del settembre 2020 appoggia la giovane candidata leghista Adriana Balestra, che si piazza al secondo posto in provincia di Brindisi e non viene eletta.
Sebbene non avesse votato la fiducia al Presidente del Consiglio Giuseppe Conte al Senato, dichiarando di non volere sostenere un governo con Alfonso Bonafede nel ruolo di Guardasigilli, il 27 gennaio 2021, nell'ambito della crisi di Governo che ha condotto alle dimissioni di Conte, Vitali annuncia l'intenzione di sostenere un eventuale terzo Governo Conte, ma torna sui propri passi dopo contatti telefonici avvenuti nottetempo con Silvio Berlusconi e Matteo Salvini. Poco tempo dopo il senatore lascia Forza Italia in dissenso con la linea del presidente Berlusconi e annuncia di non volersi ricandidare alle successive elezioni politiche.

## Vita privata
Sposato con Clementina, ha tre figli.